# Lingue sorabe
Le lingue sòrabe (serbšćina), chiamate anche serbo-lusaziane, lusaziane o vende, sono due lingue slave occidentali parlate in Germania, nella regione della Lusazia.

## Distribuzione geografica

La distribuzione delle lingue sorabe in Germania

Le lingue sorabe sono parlate in Germania Orientale, in particolare dagli appartenenti al gruppo etnico dei Sorbi.
Secondo Ethnologue, sono parlate complessivamente da circa 20 000 persone nella regione storica della Lusazia, ora parte del Brandeburgo e della Sassonia.

## Classificazione
Le lingue sorabe appartengono al gruppo slavo, sottogruppo slavo occidentale e sono rappresentate da due lingue separate, ma strettamente affini:
- sorabo superiore (serbo-lusaziano o lusaziano superiore),
- sorabo inferiore (serbo-lusaziano o lusaziano inferiore).

## Grammatica
Le lingue sorabe sono caratterizzate da sette casi:
- nominativo
- genitivo
- dativo
- accusativo
- strumentale
- locativo
- vocativo

tre numeri:
- singolare (es. ruka mano)
- plurale (es. ruki mani)
- duale (es. ruce due mani)

Tabella polilingue comparatistica:
| Italiano | Sorabo superiore | Sorabo inferiore | Polacco | Ceco   | Russo  | Serbo  |
| -------- | ---------------- | ---------------- | ------- | ------ | ------ | ------ |
| sera     | wječor           | wjacor           | wieczór | večer  | večer  | veče   |
| fratello | bratr            | bratš            | brat    | bratr  | brat   | brat   |
| giorno   | dźeń             | źeń              | dzień   | den    | den'   | dan    |
| mano     | ruka             | ruka             | ręka    | ruka   | ruka   | ruka   |
| autunno  | nazyma           | nazymje          | jesień  | podzim | osen'  | jesen  |
| neve     | sněh             | sněg             | śnieg   | sníh   | sneg   | sneg   |
| estate   | lěćo             | lěśe             | lato    | léto   | leto   | leto   |
| sorella  | sotra            | sotša            | siostra | sestra | sestra | sestra |
| pesce    | ryba             | ryba             | ryba    | ryba   | ryba   | riba   |
| fuoco    | woheń            | wogeń            | ogień   | oheň   | ogon'  | oganj  |
| acqua    | woda             | woda             | woda    | voda   | voda   | voda   |
| vento    | wětřik, wětr     | wětš             | wiatr   | vítr   | veter  | vetar  |
| inverno  | zyma             | zymje            | zima    | zima   | zima   | zima   |

## Sistema di scrittura
Le lingue sorabe sono scritte in alfabeto latino modificato tramite segni diacritici.

## Esempi
Inno dei Lusaziani in sorabo inferiore
Rědna Łužyca
Rědna Łužyca,

spšawna, pśijazna,

mojich serbskich woścow kraj,

mojich glucnych myslow raj,

swěte su mě twoje strony.
Cas ty pśichodny,

zakwiś radostny!

Och, gab muže stanuli,

za swoj narod źěłali,

godne nimjer wobspomnjeśa!
e in sorabo superiore
Rjana Łužica
Rjana Łužica,

sprawna přećelna,

mojich serbskich wótcow kraj,

mojich zbóžnych sonow raj,

swjate su mi twoje hona!
Časo přichodny,

zakćěj radostny!

Ow, zo bychu z twojeho

klina wušli mužojo,

hódni wěčnoh wopomnjeća!